# Muhamed Mehmedbašić
Muhamed Mehmedbašić (Cirílico sérvio: Мухамед Мехмедбашић; 1887 – 29 de Maio de 1943) foi um revolucionário e conspirador da Bósnia envolvido no assassinato do arquiduque austríaco Franz Ferdinand em 1914.